# Jasmin Šćuk
Jasmin Šćuk (sinh 14 tháng 7 năm 1990) là một cầu thủ bóng đá Bosnia và Herzegovina thi đấu cho câu lạc bộ Thổ Nhĩ Kỳ BB Erzurumspor mượn từ Slavia Praha.
Šćuk là một phần của đội trẻ FK Mladá Boleslav trước khi lên đội chính vào tháng 11 năm 2010. Anh ký hợp đồng với Slavia Praha năm 2016 sau khi hợp đồng với Mladá Boleslav chấm dứt. Anh ghi bàn thắng đầu tiên cho Slavia vào ngày 12 tháng 4 năm 2017 trong trận thắng 5–2 tại Cúp bóng đá Cộng hòa Séc trước Karviná.